# 小行星12364
小行星12364（12364 Asadagouryu）是一颗绕太阳运转的小行星，为主小行星带小行星。该小行星于1993年12月15日发现。

## 轨道参数
小行星12364的轨道半长轴为2.1655823 UA，离心率为0.052。